# Sophie Roßfeld
Sophie Roßfeld (* 1993 im Saarland) ist eine deutsche Schauspielerin.

## Leben
Sophie Roßfeld wurde 1993 im Saarland geboren und ist dort auch aufgewachsen. Die Entscheidung, Schauspielerin zu werden, traf sie spontan und sie begann trotz wenig Vorerfahrung 2014 an der Theaterakademie Köln Schauspiel zu studieren. Im Februar 2018 erlangte sie dort ihren Abschluss mit Auszeichnung. Bühnenerfahrung sammelte Roßfeld in den folgenden Kölner Theatern bzw. Theaterprojekten: body in crisis, nö theater Köln und Analogtheater Köln. Die Schauspielerin wirkte auch in Kurzfilmproduktionen mit, für ihre Darstellung in dem Film Eina wurde sie beim North Film Festival in Stockholm mit dem Preis als Beste Schauspielerin in einem Kurzfilm ausgezeichnet.

## Filmografie
- 2019: Lindenstraße (Fernsehserie)
- 2022: Strafe (Fernsehserie)
- 2023: Eina (Kurzfilm)
- 2025: Tatort: Das Ende der Nacht (Fernsehreihe)